# Сторо
Сторо (итал. Storo) је насеље у Италији, у округу Тренто, у региону Трентино-Јужни Тирол.
Према процени из 2011. у насељу је живело 2390 становника. Насеље се налази на надморској висини од 395 м.

## Становништво
Према резултатима пописа становништва 2011. у општини је живело 4.655 становника.
| 1931. | 1936. | 1951. | 1961. | 1971. | 1981. | 1991. | 2001. | 2011. |
| ----- | ----- | ----- | ----- | ----- | ----- | ----- | ----- | ----- |
| 2.585 | 2.681 | 3.090 | 3.509 | 3.688 | 3.954 | 4.131 | 4.439 | 4.655 |

## Партнерски градови
- Каунас